# Моара-Ноуе (Димбовіца)
Моара-Ноуе (рум. Moara Nouă) — село у повіті Димбовіца в Румунії. Входить до складу комуни Селчоара.
Село розташоване на відстані 49 км на північний захід від Бухареста, 26 км на південний схід від Тирговіште, 148 км на схід від Крайови, 105 км на південь від Брашова.

## Населення
За даними перепису населення 2002 року у селі проживали 20 осіб, усі — румуни. Усі жителі села рідною мовою назвали румунську.